# Apobletes corticalis
Apobletes corticalis är en skalbaggsart som beskrevs av Lewis 1891. Apobletes corticalis ingår i släktet Apobletes och familjen stumpbaggar. Inga underarter finns listade i Catalogue of Life.